# Рюпер, Ильяна
Ильяна́ Рюпе́р (фр. Iliana Rupert; род. 12 июля 2001 года, Севр, департамент О-де-Сен, Франция) — французская профессиональная баскетболистка, выступающая в женской национальной баскетбольной ассоциации за команду «Голден Стэйт Валкириз». Она была выбрана на драфте ВНБА 2021 года в первом раунде под общим двенадцатым номером клубом «Лас-Вегас Эйсес». Играет на позиции центровой. Кроме того защищает цвета турецкой команды «Чукурова Мерсин». 

## Ранние годы
Рюпер родилась 12 июля 2001 года в городе Севр (департамент О-де-Сен) в семье Тьерри и Эльхам Рюпер, у неё есть младший брат, Райан. Отец Илианы играл за сборную Франции и провёл порядка двадцати лет в профессиональном спорте.

## Карьера
В возрасте четырёх лет начала заниматься баскетболом. Первоначально играла за Федеральный баскетбольный центр.
В 2018 году перешла в «Танго Бурж Баскет». В сезоне 2019/20 Евролиги была признана «Лучшим молодым игроком». В сезоне 2021/22 чемпионата Франции в среднем за матч набирала 13,5 очка и совершала семь подборов, которые в итоге принесли ей титул MVP регулярного чемпионата. В том же сезоне в составе «Танго Бурж Баскет» стала обладательницей Кубка Европы, по результатам которого была признана MVP турнира, набирая в среднем 14,7 очка и совершая 7,1 подбора за игру (25 очков и 8 подборов в финале). Контракт Рупер с клубом был рассчитан до 2023 года. Однако один из пунктов позволял ей уйти в конце сезона 2021/22, что она и сделала. В июне 2022 года присоединилась к итальянскому клубу «Виртус Болонья».
В 2021 году выбрана на драфте ВНБА 2021 года в первом раунде под общим двенадцатым номером командой «Лас-Вегас Эйсес». 19 июня 2022 года была впервые включена в заявку команды. Шесть дней спустя сыграла в своей первой игре ЖНБА против «Вашингтон Мистикс», набрав пять очков. По итогам сезона стала третьей француженкой после Сабрины Пали и Сандрин Груды, выигравшей ЖНБА.

### В сборной
Принимала участие на чемпионах Европы среди девушек до 16 лет в 2016 и 2017 годах, по результатам которых сборная Франции заняла третье и первое места соответственно. На чемпионате 2017 года завоевала титул MVP, сыграв в среднем 22 минуты, набрав 13,7 очка и совершив 10,5 подборов. В 2018 году играла в составе сборной на чемпионате мира среди девушек до 17 лет, завоевала серебряные медали, уступив в финальном матче команде США.
В 2019 году дебютировала в национальной сборной Франции, сыграв в четырёх матчах чемпионата Европы, по итогам которого вместе с командой заняла второе место. В составе национальной сборной Франции выиграла бронзовые медали Олимпийских игр 2020 года в Токио. В 2021 году стала серебряным призёром чемпионата Европы.

## Награды
- Кавалер Национального ордена «За заслуги» (указ от 8 сентября 2021 года)[11]